# Stenia minoralis
Stenia minoralis là một loài bướm đêm trong họ Crambidae.